# انتونیو گارسیا ناوواس
انتونیو گارسیا ناوواس (انگلیسی: Antonio García Navajas؛ زادهٔ ۸ مارس ۱۹۵۸) بازیکن فوتبال اهل اسپانیا است.
از باشگاه‌هایی که در آن بازی کرده‌است می‌توان به باشگاه فوتبال رایو وایکانو، باشگاه فوتبال رئال مادرید، و باشگاه فوتبال رئال وایادولید اشاره کرد.
وی همچنین در تیم‌های ملی فوتبال زیر ۱۸ سال اسپانیا، زیر ۲۰ سال اسپانیا، زیر ۲۱ سال اسپانیا، زیر ۲۳ سال اسپانیا، Spain national amateur football team، و اسپانیا بازی کرده‌است.